# إيرين مارشال
إيرين مارشال (بالإنجليزية: Erin Marshall)‏ هي مصارعة محترفة بريطانية، ولدت في 16 مارس 1987 في ساوثهامبتون في المملكة المتحدة.

## روابط خارجية
- إيرين مارشال على موقع CageMatch worker (الإنجليزية)